# Michael Holroyd
Sir Michael De Courcy Fraser Holroyd, CBE (* 27. August 1935) ist ein englischer Biograph.

## Leben
Holroyd besuchte das Eton College, und in den Sechzigerjahren begann er seine Karriere als Biograph. Vor allem sein zweibändiges Werk über Lytton Strachey wurde als wegweisend gefeiert und war die Grundlage für den 1995 erschienenen Film Carrington. Später folgten Biographien über Augustus John, George Bernard Shaw, Ellen Terry und Henry Irving. Außerdem veröffentlichte er eigene Memoiren.
Zudem war Holroyd in leitender Funktion bei verschiedenen literarischen Organisationen und Gesellschaften tätig, z. B. von 1985 bis 1988 beim britischen P.E.N.-Zentrum. Er ist Fellow, Companion of Literature und emeritierter Präsident der Royal Society of Literature. 2005 erhielt er den David Cohen Prize für sein Lebenswerk.
Holroyd ist mit Margaret Drabble verheiratet und lebt in London und Somerset.

## Werke (Auswahl)
- Hugh Kingsmill. A Critical Biography. 2. Aufl. Heinemann, London 1971.
- Augustus John. A Biography. Hutchinson, London 1997, ISBN 0-09-933301-5 (2 Bände).
- Bernard Shaw, Magier der Vernunft: eine Biographie („Bernard Shaw“). Suhrkamp, Frankfurt/M. 1995, ISBN 3-518-40722-8.
- Carrington. Eine Liebe von Lytton Strachey („Lytton Strachey. The New Biography“). Rowohlt, Reinbek 1995, ISBN 3-499-13669-4.
- Basil Street Blues. Little, Brown, London 1999, ISBN 0-316-64815-9.
- Works on Paper. The Craft of Biography and Autobiography. Little, Brown, London 2002, ISBN 0-316-85678-9.
- Mosaic. Portraits in fragments. Little, Brown, London 2004, ISBN 0-316-72505-6.
- A Strange Eventful History. The Dramatic Lives of Ellen Terry, Henry Irving and their Remarkable Families. Vintage Books, London 2009, ISBN 978-0-099-49718-9.

## Verfilmungen
- Christopher Hampton (Regie): Carrington. Liebe bis in den Tod. 1985 (nach dem gleichnamigen Biographie).
- Chris Hunt (Regie): George Bernard Shaw. Sein Leben erzählt Michael Holroyd. 1989 (nach der gleichnamigen Biographie).